# SJ T31 sorozat
Az SJ T31 sorozat háromtengelyes dízel-hidraulikus tolatómozdony-sorozat, melyet a Maschinenbau Kiel (MaK) gyártott 1951-ben, összesen kettő példányban. A két mozdony a MaK 575 C típus első kettő példánya, az SJ mozdonyain felül az NSB számára további 52, kissé átalakított példányt gyártott a típusból Di 2 típusjelöléssel a MaK és a Thunes mekaniske verksted.

## Műszaki részletek
A kettő mozdony a MaK 575 C15 szabványtípusába tartozik, és Voith L 37 típusú hidraulikus hajtóművel szerelték. A típus az ugyanúgy 1951-ben szolgálatba állt, a Maschinenfabrik Esslingen által gyártott SJ V3 sorozathoz képest 50 metrikus lóerővel nagyobb teljesítményű, 300 milliméterrel hosszabb, öt tonnával könnyebb és a legnagyobb megengedett sebessége is 25 km/h-val nagyobb, viszont a vontatóteljesítménye kisebb. Az SNJ 11 és 12 mozdonyok felépítményei nem teljesen egyeztek meg, mivel a MaK bemutatógépeknek építette azokat. Ütközők közötti hosszuk 10 000 milliméter, szélességük 2920 milliméter, magasságuk 4300 milliméter. Szolgálati tömegük 45 tonna, tengelyelrendezésük C, így legnagyobb tengelyterhelésük 15 tonna. A mozdonyokba szerelt MaK MS 30 A dízelmotor 750 min⁻¹ fordulatszámon 575 PS (423 kW) névleges teljesítményt ad le.

## Történet

### 500001 gyártási számú mozdony
Az 500001 gyártási számú mozdonyt 1951-ben gyártotta a Maschinenbau Kiel az 575 C szabványtípusának első példányaként. A gépet először a Danske Statsbanernek adták át, ami 1951. szeptember 28–29-én Koppenhágában tesztelte azt. 1951-ben a MaK bérbe adta a mozdonyt a Stockholm-Nynäshamn Järnvägnak (SNJ), majd szeptember 30-án a Nynäs Petroleum AB petrolkémiai vállalat megvásárolta azt. 1952. február 27–március 3. között kiállították a mozdonyt a Deutsche Industrie-Messe Hannover rendezvényen.
1954. december 31-én a Stockholm-Nynäshamn Järnväg megvásárolta a mozdonyt, ahol az a 11-es pályaszámot kapta. Az SNJ a gőzmozdonyok tolatási feladatok ellátása alóli kiváltásra szerezte be a gépet. Az SNJ 1957-ben a vasút általános államosításának részeként állami tulajdonba került. 1968-ig önálló vállalatként működött, majd beolvadt a Statens Järnvägar (SJ) hálózatába. A mozdony 1963-ban átkerült az SJ állományába, ahol a T31 139 pályaszámot kapta. A mozdonyt az SJ-nél a tolatási feladatok hatékonyabb elvégzése érdekében átalakították, a hajtóművet továbbfejlesztették, illetve az SJ többi mozdonyához hasonlóan barna színű festést kapott.
1966 és 1967 között Norrköpingben teljesített szolgálatot. 1969. november 1-jén kivonták a szolgálatból, majd 1970-ben Vislandában selejtezték.

### 500002 gyártási számú mozdony
Az 500002 gyártási számú mozdonyt 1951-ben gyártotta a Maschinenbau Kiel az 575 C szabványtípusának második példányaként. A Deutsche Bundesbahn 1951. november 5–december 12. között Lübeckben tesztelte azt. 1951 áprilisában a MaK bérbe adta a mozdonyt a Stockholm-Nynäshamn Järnvägnak (SNJ), majd december 21-én a Nynäs Petroleum AB petrolkémiai vállalat megvásárolta azt. 1957 júliusában T8 208 pályaszám alatt a Statens Järnvägar állományába került a mozdony. A gépet 1964-ben az SJ-nél az 500001 gyártási számú mozdonyhoz hasonlóan átalakították, ami után a T31 138 pályaszámot kapta.
Az 500001-hez hasonlóan 1966 és 1967 között Norrköpingben teljesített szolgálatot. 1969-ben kivonták a szolgálatból, majd Vislandában letétbe helyezték és 1972 februárjában selejtezték.

## Fordítás
- Ez a szócikk részben vagy egészben  a   SNJ 11 und 12 című német Wikipédia-szócikk ezen változatának fordításán alapul.  Az eredeti cikk szerkesztőit annak laptörténete sorolja fel. Ez a jelzés csupán a megfogalmazás eredetét és a szerzői jogokat jelzi, nem szolgál a cikkben szereplő információk forrásmegjelöléseként.